# José Daniel Vázquez
José Daniel Vázquez (Mendoza, Mendoza, Argentina; 27 de diciembre de 1951-ataque al HMS Invincible, Atlántico Sur; 30 de mayo de 1982) fue un aviador de la Fuerza Aérea Argentina que murió en el ataque al portaviones HMS Invincible. Recibió la cruz al Heroico Valor en Combate.  Hace falta una foto de este valiente piloto.

## Origen y vida personal
José Daniel Vázquez nació el 27 de diciembre de 1951 en la ciudad de Mendoza. Sus documentos oficiales informan erróneamente el 1 de enero de 1952 como la fecha de su nacimiento.
En 1977 Vázquez contrajo nupcias con Liliana Ester Asensio. Con ella fue padre de Bernardo Vázquez (1978), María Paula Vázquez (1979) y Mariano Vázquez (1982).

## Carrera militar
En 1969 se graduó en la Escuela de Suboficiales de la Fuerza Aérea Córdoba de suboficial con el grado cabo, especializado en fotografía. Fue el número dos en el Orden de Mérito y su primer destino fue la VII Brigada Aérea.
Vázquez quería ser aviador militar, por lo que ingresó a la Escuela de Aviación Militar en 1970. En 1973 egresó como oficial con el rango de alférez, cuarto en el Orden de Mérito. En el mismo año también realizó un curso de paracaidismo.
En 1974 aprobó el Curso de Aviador Militar (CAM). Al año siguiente cursó la Escuela de Caza (CB2). El año 1976 encontró al alférez Vázquez en la V Brigada Aérea habilitándose en el avión A-4B Skyhawk y ascendiendo al rango de teniente.
En 1978 tuvo destino en la IV Brigada Aérea, donde sirvió como oficial de Escuadrilla del Escuadrón I de aviones A-4C Skyhawk.
En 1979 y 1980 fue instructor del Escuadrón II, compuesto por aviones de prácticas Morane Saulnier MS.760 Paris. En 1979 ascendió a primer teniente.
En 1981 regresó al Escuadrón I para desempeñarse como jefe de Sección, jefe de Escuadrilla, instructor de Vuelo y jefe de Servicio de Mantenimiento.

## Participación en la guerra de Malvinas
Tras la Operación Rosario el primer teniente Vázquez integró el Escuadrón Aeromóvil A-4C Skyhawk que se destacó en la Base Aérea Militar San Julián.
Vázquez lideró formaciones los días 1, 9, 23 y 24 de mayo participando de la batalla de San Carlos. El 24 de mayo condujo la Escuadrilla «Jaguar» que atacó a la HMS Arrow en el estrecho de San Carlos. El avión de Vázquez recibió balazos que perforaron sus tanques de combustible, lo que disminuyó gravemente la autonomía. El KC-130H Hercules TC-70 «Madrid 2» salvó a Vázquez transvasándole combustible. Se mantuvieron conectados hasta arribar a San Julián.

## Ataque al HMSInvincibley fallecimiento
El 30 de mayo Vázquez participó voluntariamente de una misión conjunta de ataque al portaviones HMS Invincible. La operación consistía en disparar el último Exocet AM 39 de Argentina, al cual los A-4C debían seguir para lanzar bombas sobre el Invincible. Entonces la formación de ataque se constituyó por un par de Super Étendard de la Unidad de Tareas 80.3.1 de la Armada al mando del capitán de corbeta Alejandro Francisco y los cuatro A-4C de Vázquez. A las 12:30 HOA despegó de la Base Aeronaval Río Grande al mando de la Escuadrilla «Zonda», secundado por los primeros tenientes Omar Jesús Castillo, Ernesto Ureta y el alférez Gerardo Isaac. La formación reabasteció combustible al sudoeste de las islas Malvinas, descendió con rumbo nordeste y se lanzó contra el blanco. Vázquez murió derribado por un misil Sea Wolf mientras disparaba sus cañones de 20 mm contra el portaviones.

…no te preocupes si te toca vivir esto de otra manera, lo importante es saber que esta guerra, es realmente justa y verdadera y que detrás de una decisión está el todo el País…
Carta de José Daniel Vázquez a un compañero.

## Condecoraciones y homenajes

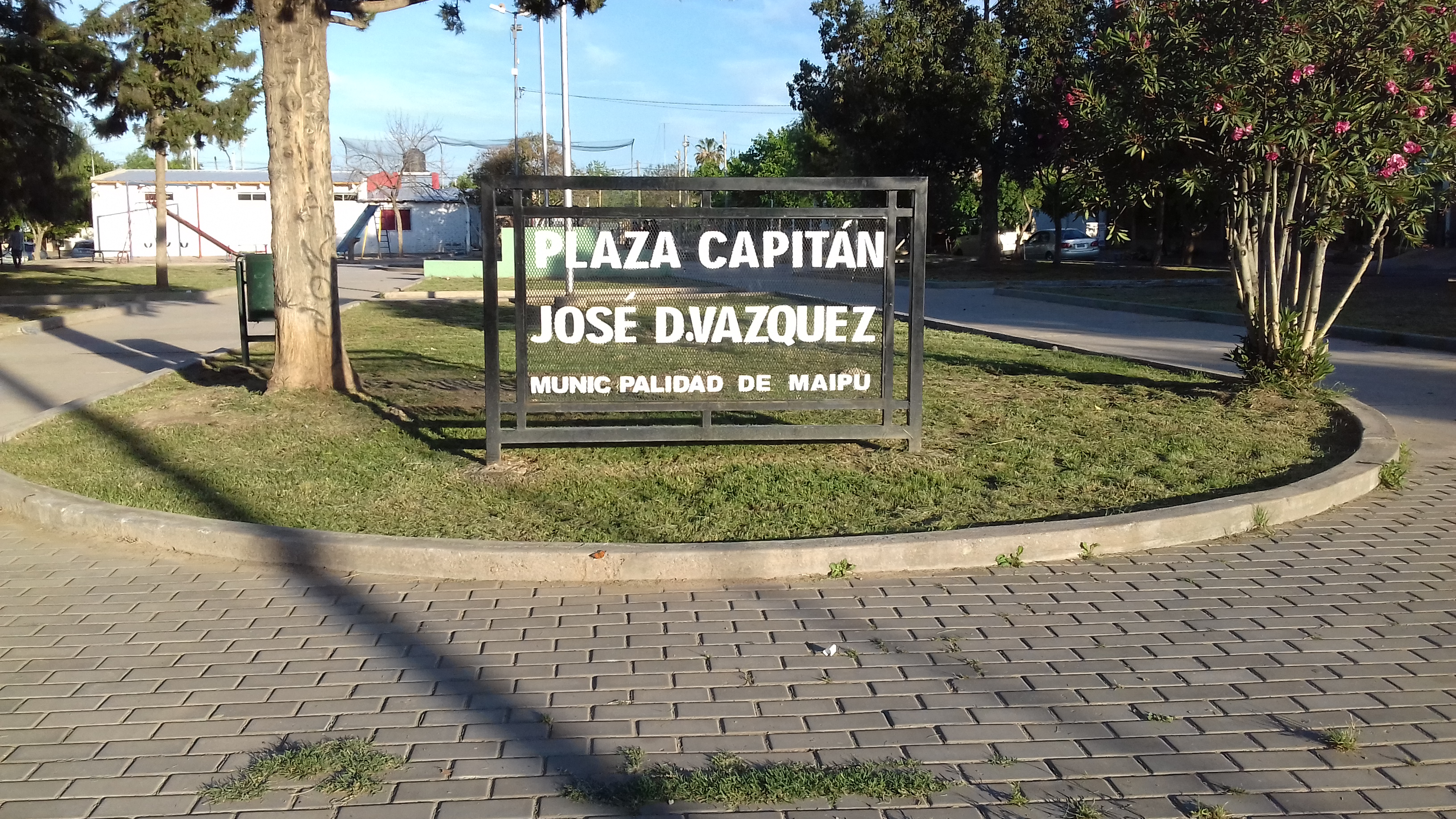
Plaza Capitán José Daniel Vázquez, barrio Ferroviario, Luzuriaga.

- Por su actuación en el conflicto, le fue otorgada la Cruz al Heroico Valor en Combate, la máxima condecoración militar de la República Argentina.[10]

- Fue declarado "héroe nacional" por la ley 24.950,[11] junto con otros combatientes argentinos fallecidos en la guerra de las Malvinas.

- La Fuerza Aérea Argentina bautizó al aeropuerto de Puerto San Julián, base del Escuadrón I, con el nombre de Capitán José Daniel Vázquez.[12]

- En Las Heras, Mendoza la Escuela de Educación Técnica (EET) N.º 4-019 adoptó el nombre de «Capitán José Daniel Vázquez».[13]

- El Honorable Concejo Deliberante de Maipú, Mendoza, estableció por ordenanza municipal N.º 2131 denominar a la plaza del Barrio Ferroviario: «Capitán José Daniel Vázquez».

- La Escuela de Suboficiales de la Fuerza Aérea reconstruyó y puso en valor un avión A-4 Skyhawk similar al utilizado por Vázquez en su última misión.[14]